# Rosela Gjylbegu
Rosela Gjylbegu (ur. 13 marca 1987 w Szkodrze) - albańska piosenkarka, zwyciężczyni festiwalu muzycznego Kënga Magjike w 2009 roku.

## Życiorys
W 2005 roku ukończyła anglistykę na Uniwersytecie w Szkodrze, a następnie studia psychologiczne na Uniwersytecie w Tiranie.
W latach 2007–2009, 2014 i 2016 wzięła udział w festiwalu muzycznym Kënga Magjike.

## Teledyski[1]
| Rok  | Teledysk       |
| ---- | -------------- |
| 2009 | Atdheut        |
| 2009 | Rruga e zemrës |
| 2012 | Dëshirë        |
| 2013 | Pafundësi      |
| 2015 | Jam aty        |
| 2021 | Duart hapur    |